# Doctrine Kirkpatrick
 (juin 2024).
Si vous disposez d'ouvrages ou d'articles de référence ou si vous connaissez des sites web de qualité traitant du thème abordé ici, merci de compléter l'article en donnant les références utiles à sa vérifiabilité et en les liant à la section « Notes et références ».
La doctrine Kirkpatrick est une doctrine énoncée par Jeane Kirkpatrick, ambassadrice des États-Unis aux Nations unies, au début des années 1980, basée sur son essai de 1979 intitulé « Dictatorships and Double Standards ». Cette doctrine a servi à justifier la politique étrangère des États-Unis de soutien aux dictatures anticommunistes du tiers monde pendant la guerre froide.

## Doctrine
Kirkpatrick affirmait que les États du bloc de l'Est et les autres États communistes étaient des régimes totalitaires, tandis que les dictatures pro-occidentales n'étaient que des régimes « autoritaires ». Selon Kirkpatrick, les régimes totalitaires étaient plus stables et plus aptes à s'auto-perpétuer que les régimes autoritaires, et avaient donc une plus grande propension à influencer les États voisins.
La doctrine Kirkpatrick a été particulièrement influente durant l'administration du président Ronald Reagan. L'administration Reagan a apporté divers degrés de soutien à plusieurs dictatures militaristes anticommunistes, notamment au Guatemala (jusqu'en 1985), aux Philippines (jusqu'en 1986) et en Argentine (jusqu'en 1983). Elle a également armé les moudjahidines pendant la guerre soviéto-afghane, l'UNITA pendant la guerre civile angolaise et les Contras pendant la révolution nicaraguayenne comme moyen de renverser les gouvernements ou d'écraser les mouvements révolutionnaires dans les pays qui ne soutenaient pas les objectifs des États-Unis.
Selon Kirkpatrick, les régimes autoritaires se contentent de contrôler et/ou de punir les comportements de leurs sujets, tandis que les régimes totalitaires vont au-delà en tentant de contrôler les pensées de leurs sujets, utilisant non seulement la propagande, mais aussi le lavage de cerveau, la rééducation, l'espionnage intérieur généralisé et la répression politique de masse basée sur l'idéologie d'État. Les régimes totalitaires tentent également souvent de saper ou de détruire les institutions communautaires jugées idéologiquement corrompues (par exemple, les institutions religieuses, ou même la famille nucléaire), tandis que les régimes autoritaires les laissent globalement tranquilles. Pour cette raison, elle soutient que le processus de restauration de la démocratie est plus facile dans les États anciennement autoritaires que dans les États anciennement totalitaires, et que les États autoritaires sont plus susceptibles de se réformer progressivement vers la démocratie que les États totalitaires.